# Vihovići (Mostar, BiH)
Vihovići su naseljeno mjesto u gradu Mostaru, Federacija Bosne i Hercegovine, BiH.

## Povijest
Austro-ugarskim oslobađanjem BiH stvaraju se uvjeti za gospodarski razvitak. Od početka 20. stoljeća eksploatira se ugljen. Prvo je otvoreno 20 m duboko okno Suhi dol na lijevoj strani Neretve, koje je eksploatirano do 1918. godine. Od 1919. godine rudarstvo se ozbiljnije razvija otvaranjem Stare jame, koja je radila do 1962. godine. Sljedeće godine otvoren je rudarski kop u Vihovićima. Od 11 milijuna tona ugljena proizvedeno u mostarskom rudniku od 1919. – 1992., na rudarskom kopu Vihovići u razdoblju 1963. – 1992. proizvedeno je 3,5 milijuna tona. Porastom uloge nafte kao glavnog energenta, ugljen je potisnut, potražnja za njim pada te mostarski rudnik postaje gubitaš. Po zakonu je Rudnik Mostar bio obvezan po okončanju eksploatacije ugljena devastirani rudarski prostor vratiti u stanje zatečeno prije početka eksploatacije. Zbog rata i poslijeratnih zbivanja nije bilo ništaod toga. Proizvodnja je obustavljena, oprema uništena, imovina potpuno devastirana, gospodarstvo i država iscrpljeni. Trideset godina kopanja ugljena degradiralo je okoliš rudnika Vihovića. Nastalae su nestabilne deponije jalovine koje su narušile prirodni izgled i ambijent ovog prostora. Uz loš estetski izgled, ugrozilo je stabilnost tla te su nastali preduvjeti za nastanak klizišta. Etažni platoi na kopu nisu bili dobro oblikovani niti su međusobno uredno povezani. Kraterski dio kopa ostavljen je bez prikladne i funkcionalne forme. Nastalo je kopovsko jezero Vihovići prosječno duboko 35 metara i površine veće 7000 metara četvornih. Omeđuju ga nestabilne terase s oštrim, nepristupačnim liticama. Iznad jezera se kao posljedica rudarenja pojavilo spontano izgaranje ugljena u sloju na dubini od oko 85 m, čime u okoliš izlazi velika količina otrovnih jamskih plinova: metan, ugljik monoksid, ugljik dioksid i drugi, koji su ugrozili čitavu mostarsku kotlinu. Uz to je poslužio prostor kopa Mostarcima kao divlje odlagalište otpada svih vrsta. Tri je godine bio odlagalište gradskog komunalnog otpada na kojem nisu primjenjivane nikakve mjere zaštite okoliša, te se procjenjuje da je na Vihovićima odloženo oko 350 tisuća prostornih metara otpada. Financijski razlozi uzrok su kasna početka aktivnosti na sanaciji, koje su počele tek 2005. godine. Godine 2007. napravljena je studija izvodljivosti sanacije rudarskog kopa Vihovića. Ožujka 2008. su započeli istražni radovi za gašenje požara u podzemlju, koji je gašen u razdoblju od prosinca 2008. do srpnja 2009. ubrizgavanjem otopine vode s pepelom i pijeskom. I ostali radovi iz studije su izvedeni. Prvo motrenje stanje u podzemlju pokazali su da su požari uspješno ugašeni, no izgaranje ugljena nije u potpunosti neutralizirano, kako su pokazala kasnija mjerenja. 2011. godine poduzete su aktivnosti na drugoj fazi sanacije. Njome je radi svođenja prodora kisika u podzemlje na minimum (tj. minimizirati mogućnosti samozapaljenja ugljena) prikladno oblikovano i sanirano područje, strme litice i padine na području kompleksa profilirane i osigurane, a područje je pripremljeno za buduće korištenje. Građevinskim radovima su sa sjevera strme padine s otvorenim pukotinama ublažene do nagiba od oko 30º. Oblikovane su nove površine. Pokrilo ih se slojem prosijane zemlje (radi sprječavanja dotoka kisika) i posijala trava radi sprječavanja erozije. Oblikovani su vodoravni, okomiti i obodni kanali za prikupljanje oborinskih voda, radi sprječavanja erozije. Stabilizirana je litica uz jezero s južne strane i litica uz stambene kuće. To je napravljeno izgradnjom platforme s dvije vodoravne berme (57 m.n.m. i 63 m.n.m.), a materijal iz iskopa sa sjeverne strane poslužio je za izgradnju platforme. Svibnja 2014. počeli su građevinski radovi koji su završili svibnja 2015. godine. Uz izgaranje ugljena, problem su bili prijeteće urušavanje i poplave zato što su vodovodne cijevi zatrpane zbog dugogodišnjeg urušavanja tla u jamama, za koje mnogi tvrde da su neadekvatno sanirane. No, priroda je uzela stvar u svoje ruke. U jezeru su se naselile ribe, na jezeru su kolonije divljih pataka te u okolici su stabla i drugo raslinje.

## Stanovništvo

### Popisi 1971. – 1991.
| Vihovići           |                |                |                |
| godina popisa      | 1991.          | 1981.          | 1971.          |
| Hrvati             | 1.521 (86,02%) | 1.342 (83,04%) | 1.020 (80,44%) |
| Srbi               | 151 (8,54%)    | 156 (9,65%)    | 207 (16,32%)   |
| Muslimani          | 24 (1,35%)     | 20 (1,23%)     | 27 (2,12%)     |
| Jugoslaveni        | 46 (2,60%)     | 89 (5,50%)     | 13 (1,02%)     |
| ostali i nepoznato | 26 (1,47%)     | 9 (0,55%)      | 1 (0,07%)      |
| ukupno             | 1.768          | 1.616          | 1.268          |

### Popis 2013.
| Vihovići           |                |
| godina popisa      | 2013.          |
| Hrvati             | 1.931 (97,18%) |
| Srbi               | 33 (1,66%)     |
| Bošnjaci           | 0              |
| ostali i nepoznato | 23 (1,16%)     |
| ukupno             | 1.987          |